# سیارک ۱۸۷۹
سیارک ۱۸۷۹ (به انگلیسی: 1879 Broederstroom، نامگذاری:1935UN) هزار و هشتصد و هفتاد و نهمین سیارک کشف شده‌است که در ۱۶ اکتبر ۱۹۳۵ کشف شد.
قدر مطلق سیارک برابر ۱۲٫۵۰ است.